# .cy
.cy je vrhovna internetska domena (country code top-level domain - ccTLD) za Cipar. Domenom upravlja Ciparski univerzitet.

## Vanjske poveznice
- IANA .cy whois informacija  Arhivirana inačica izvorne stranice od 29. lipnja 2006. (Wayback Machine)